# Saint-Perdoux (Lot)
Pour les articles homonymes, voir Saint-Perdoux.
Saint-Perdoux est une commune française, située dans l'est du département du Lot en région Occitanie.
Elle est également dans le Ségala lotois, une région naturelle constituant la frange occidentale de la Châtaigneraie, constituant le parent lotois du Ségala aveyronnais et tarnais.
Exposée à un climat océanique altéré, elle est drainée par la Burlande, le ruisseau de Saint-Perdoux et par divers autres petits cours d'eau. La commune possède un patrimoine naturel remarquable composé de trois zones naturelles d'intérêt écologique, faunistique et floristique.
Saint-Perdoux est une commune rurale qui compte 202 habitants en 2022, après avoir connu un pic de population de 683 habitants en 1856. Elle fait partie de l'aire d'attraction de Figeac. Ses habitants sont appelés les Saint-Perdoussiens ou  Saint-Perdoussiennes.

## Géographie

### Accès
Saint-Perdoux est une commune située au nord-est du département du Lot, dans l'aire urbaine de Figeac. Vers le Sud, elle se trouve à 6,3 km par la D61 de l'axe N122 (Figeac - Aurillac) et à 10,3 km de la sous-préfecture Figeac.

### Communes limitrophes
|            |               | Prendeignes |
| Cardaillac | Saint-Perdoux |             |
|            |               | Viazac      |

### Relief
La commune de Saint Perdoux est située en zone de moyenne montagne, en Ségala, plus précisément dans la châtaigneraie figeacoise. Les terrains se rattachent aux premiers contreforts du massif central avec une prédominance de grès de couleurs variables. Son relief est marqué, qualifié par le terme de Serres figeacoises pour décrire ses paysages.
Si le village est juché sur un éperon rocheux en fond de vallée, la plupart des hameaux dispersés sont installées sur les hauteurs. Les "travers" au pentes marquées voire abruptes sont souvent colonisées par une forêt mêlant châtaigniers, chênes, bouleaux, frênes et autres essences de feuillus. Des parcelles de résineux sont visibles et dues aux plantations des années 1960. Par ailleurs des prairies, utilisées pour un élevage extensif principalement bovin, se trouvent en fond de vallons ou sur les hauteurs les moins accidentées.

### Géologie
Les hauteurs du territoire de la commune sont constitués, selon le référentiel pédologique français, de sols bruns ou brunisols. Ce type de sol est défini comme « acides sableux à sablo-limoneux des pentes fortes d'occupation agricole et forestière sur schiste houiller du Ségala ».
Le fond des vallons des ruisseaux temporaires est occupé par des colluviosols : accumulation de débris venant des versants voisins, celui des deux vallées principales des ruisseaux de Saint-Perdoux et de la Burlande est de type fluviosol formé par des alluvions fluviatiles récentes.
Le bassin carbonifère de Saint-Perdoux a pour origine un synclinal généré par l'orogenèse varisque lors du paléozoïque. Des sédiments et des dépôts volcaniques, datés du Stéphanien ou de l'Autunien, se sont ensuite accumulés dans ce pli en creux. Les sédiments ont formé des roches sédimentaires : grès, poudingues, conglomérats avec quelques couches de houilles. Les matériaux émis par les volcans sont eux des trachytes, des andésites, des basaltes et des laves plus ou moins altérées. Le dépôt du stéphanien à Saint-Perdoux qui contient la houille est considéré comme insignifiant.

### Hydrographie
Les eaux du territoire de la commune sont collectées du Nord-Ouest vers le Sud-Est par trois cours d'eau qui coulent de l'est vers l'ouest.
- le ruisseau de Douzet affluent du ruisseau de Saint-Perdoux qui se jette en rive droite dans le  Célé ;
- la Burlande qui marque la séparation avec la commune de Prendeignes.

### Climat
Pour des articles plus généraux, voir Climat de l'Occitanie et Climat du Lot.
En 2010, le climat de la commune est de type climat océanique altéré, selon une étude s'appuyant sur une série de données couvrant la période 1971-2000. En 2020, Météo-France publie une typologie des climats de la France métropolitaine dans laquelle la commune est exposée à un climat de montagne ou de marges de montagne et est dans la région climatique Ouest et nord-ouest du Massif Central, caractérisée par une pluviométrie annuelle de 900 à 1 500 mm, maximale en automne et en hiver.
Pour la période 1971-2000, la température annuelle moyenne est de 12,1 °C, avec une amplitude thermique annuelle de 15,6 °C. Le cumul annuel moyen de précipitations est de 1 030 mm, avec 11,3 jours de précipitations en janvier et 7 jours en juillet. Pour la période 1991-2020, la température moyenne annuelle observée sur la station météorologique la plus proche, située sur la commune de Maurs à 13 km à vol d'oiseau, est de 12,1 °C et le cumul annuel moyen de précipitations est de 1 157,8 mm,. Pour l'avenir, les paramètres climatiques de la commune estimés pour 2050 selon différents scénarios d’émission de gaz à effet de serre sont consultables sur un site dédié publié par Météo-France en novembre 2022.

### Milieux naturels et biodiversité
L’inventaire des zones naturelles d'intérêt écologique, faunistique et floristique (ZNIEFF) a pour objectif de réaliser une couverture des zones les plus intéressantes sur le plan écologique, essentiellement dans la perspective d’améliorer la connaissance du patrimoine naturel national et de fournir aux différents décideurs un outil d’aide à la prise en compte de l’environnement dans l’aménagement du territoire.
Deux ZNIEFF de type 1 sont recensées sur la commune :
les « zones humides de St Perdoux » (33 ha), couvrant 2 communes du département et 
les « zones humides du ruisseau de Douzet » (8 ha)
et une ZNIEFF de type 2, : 
le « Ségala lotois : bassin versant du Célé » (12 535 ha), couvrant 28 communes dont six dans le Cantal et 22 dans le Lot.

Cartes des ZNIEFF de type 1 et 2 à Saint-Perdoux.
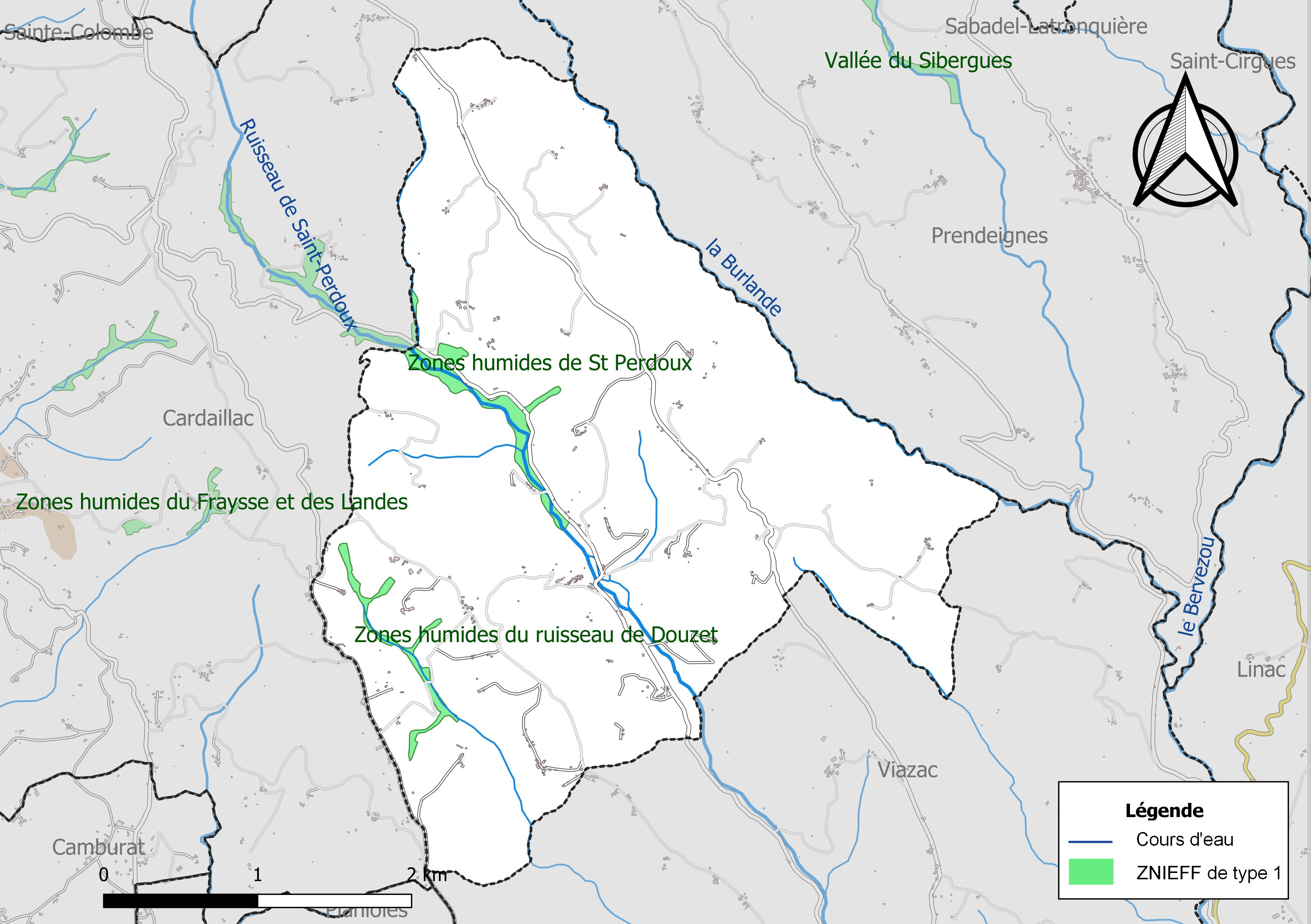
Carte des ZNIEFF de type 1 sur la commune.
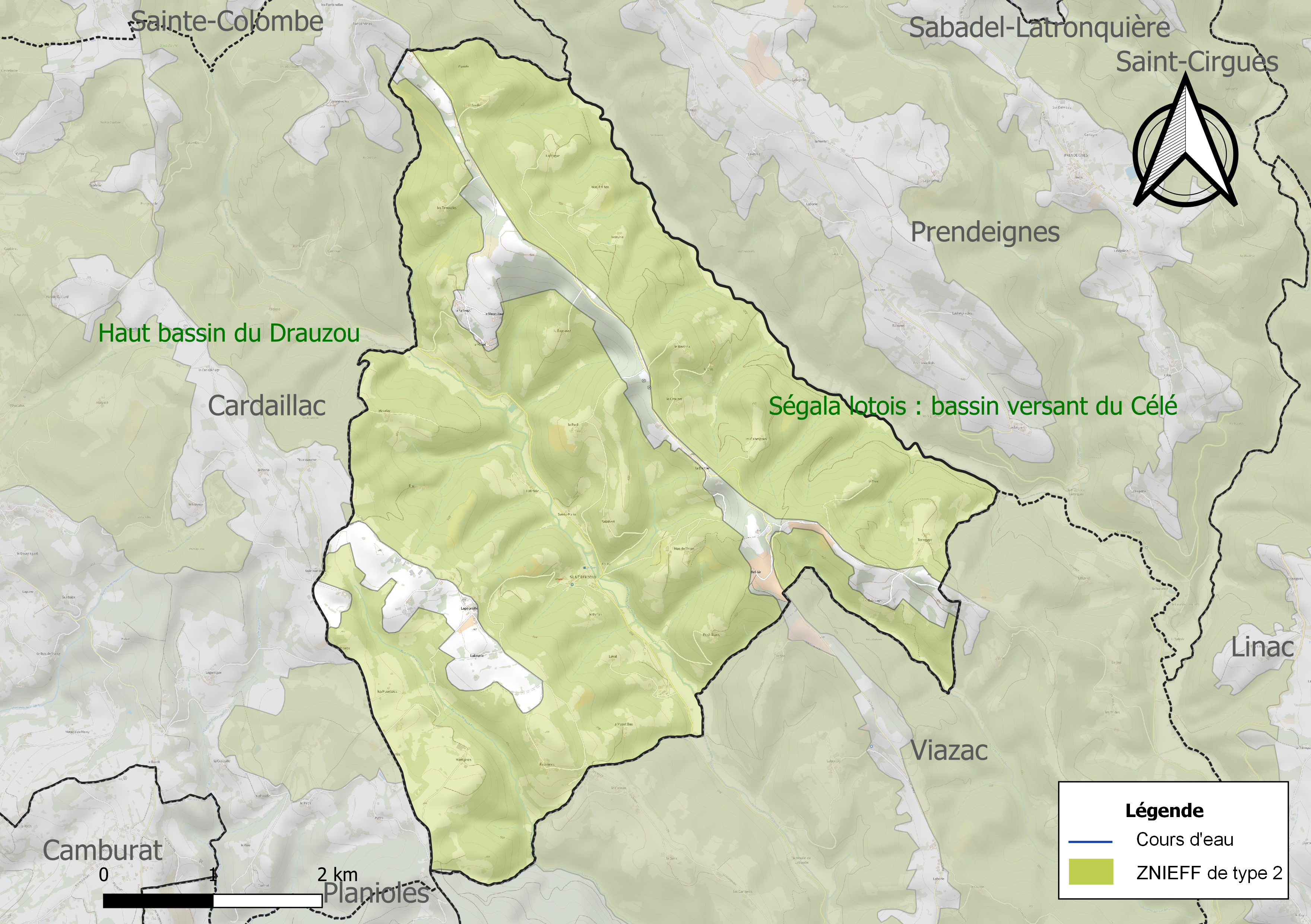
Carte de la ZNIEFF de type 2 sur la commune.

## Urbanisme

### Typologie
Au 1er janvier 2024, Saint-Perdoux est catégorisée commune rurale à habitat très dispersé, selon la nouvelle grille communale de densité à sept niveaux définie par l'Insee en 2022.
Elle est située hors unité urbaine. Par ailleurs la commune fait partie de l'aire d'attraction de Figeac, dont elle est une commune de la couronne,. Cette aire, qui regroupe 59 communes, est catégorisée dans les aires de moins de 50 000 habitants,.

### Occupation des sols
L'occupation des sols de la commune, telle qu'elle ressort de la base de données européenne d’occupation biophysique des sols Corine Land Cover (CLC), est marquée par l'importance des forêts et milieux semi-naturels (76,9 % en 2018), une proportion sensiblement équivalente à celle de 1990 (77,2 %). La répartition détaillée en 2018 est la suivante : 
forêts (75,1 %), prairies (23 %), milieux à végétation arbustive et/ou herbacée (1,8 %). L'évolution de l’occupation des sols de la commune et de ses infrastructures peut être observée sur les différentes représentations cartographiques du territoire : la carte de Cassini (XVIIIe siècle), la carte d'état-major (1820-1866) et les cartes ou photos aériennes de l'IGN pour la période actuelle (1950 à aujourd'hui).

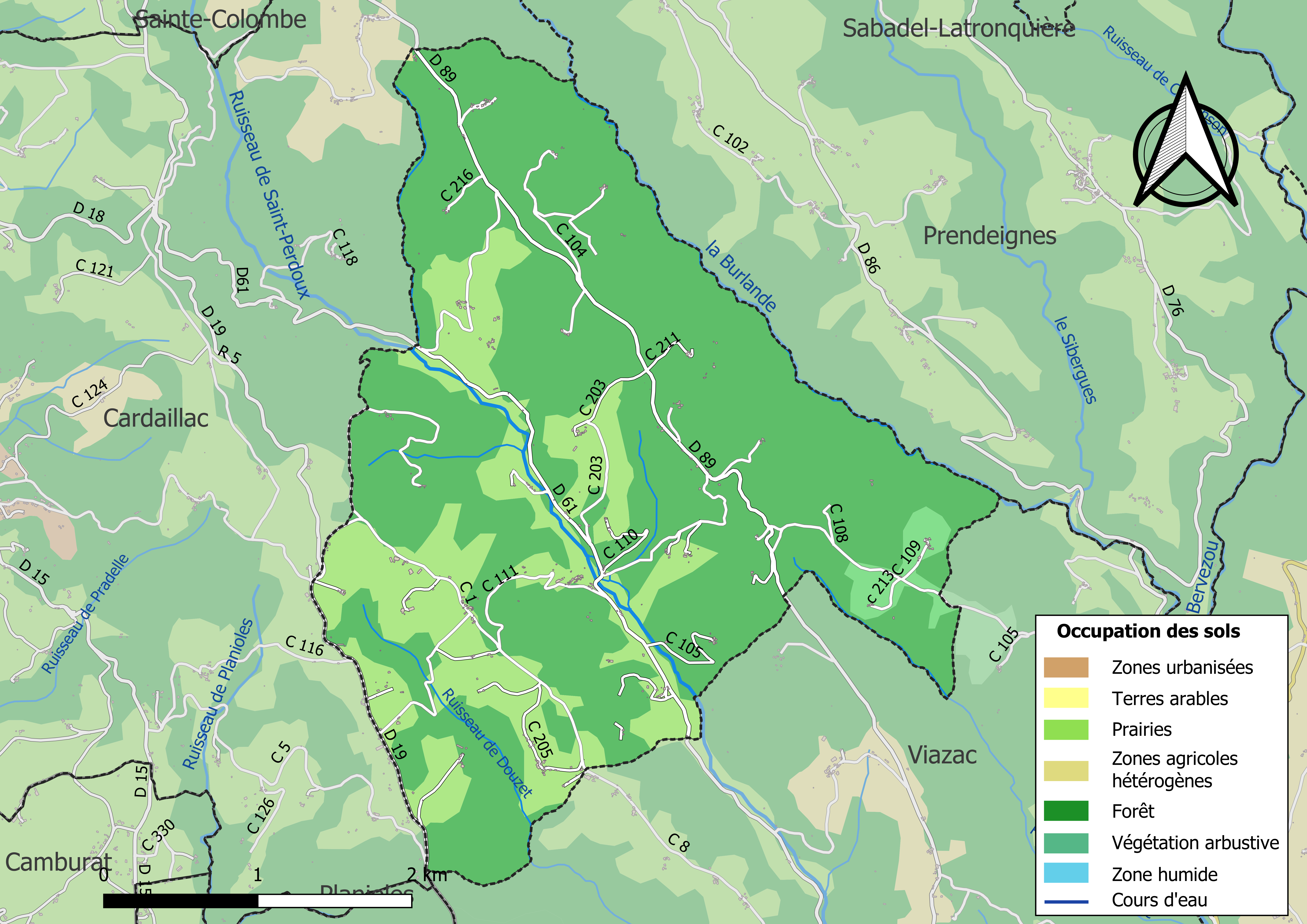
Carte des infrastructures et de l'occupation des sols de la commune en 2018 (CLC).

### Risques majeurs
Le territoire de la commune de Saint-Perdoux est vulnérable à différents aléas naturels : météorologiques (tempête, orage, neige, grand froid, canicule ou sécheresse), inondations, feux de forêts, mouvements de terrains et séisme (sismicité très faible). Il est également exposé à un risque particulier : le risque de radon. Un site publié par le BRGM permet d'évaluer simplement et rapidement les risques d'un bien localisé soit par son adresse soit par le numéro de sa parcelle.

#### Risques naturels
Certaines parties du territoire communal sont susceptibles d’être affectées par le risque d’inondation par débordement de cours d'eau, notamment la Burlande et le ruisseau de Saint-Perdoux. La cartographie des zones inondables en ex-Midi-Pyrénées réalisée dans le cadre du XIe Contrat de plan État-région, visant à informer les citoyens et les décideurs sur le risque d’inondation, est accessible sur le site de la DREAL Occitanie. La commune a été reconnue en état de catastrophe naturelle au titre des dommages causés par les inondations et coulées de boue survenues en 1982 et 1999,.
Saint-Perdoux est exposée au risque de feu de forêt. Un plan départemental de protection des forêts contre les incendies a été approuvé par arrêté préfectoral le 30 novembre 2015 pour la période 2015-2025. Les propriétaires doivent ainsi couper les broussailles, les arbustes et les branches basses sur une profondeur de 50 mètres, aux abords des constructions, chantiers, travaux et installations de toute nature, situées à moins de 200 mètres de terrains en nature
de bois, forêts, plantations, reboisements, landes ou friches. Le brûlage des déchets issus de l’entretien des parcs et jardins des ménages et des collectivités est interdit. L’écobuage est également interdit, ainsi que les feux de type méchouis et barbecues, à l’exception de ceux prévus dans des installations fixes (non situées sous couvert d'arbres) constituant une dépendance d'habitation.

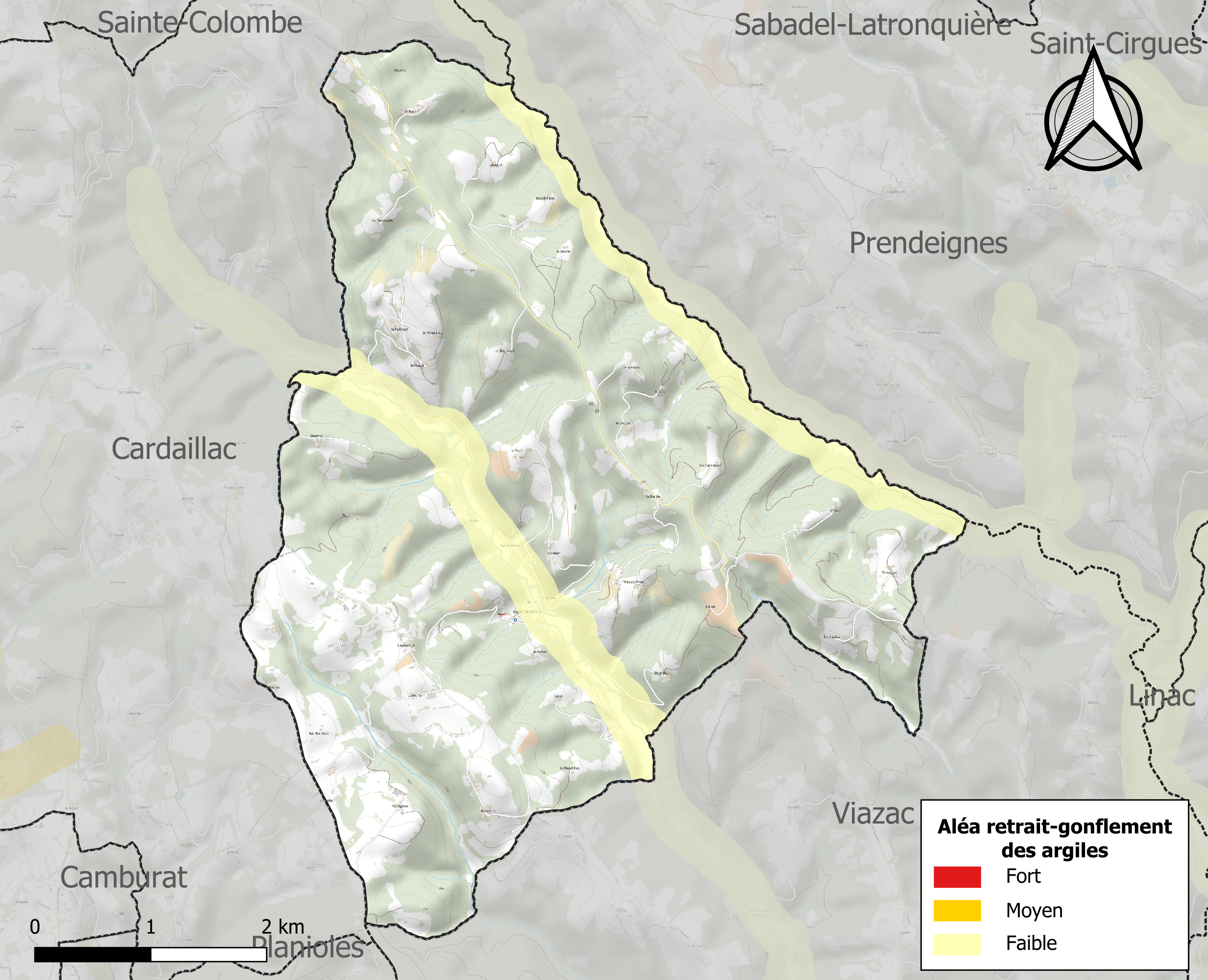
Carte des zones d'aléa retrait-gonflement des sols argileux de Saint-Perdoux.

Les mouvements de terrains susceptibles de se produire sur la commune sont des éboulements, chutes de pierres et de blocs et des glissements de terrain.
Le retrait-gonflement des sols argileux est susceptible d'engendrer des dommages importants aux bâtiments en cas d’alternance de périodes de sécheresse et de pluie. 0 % de la superficie communale est en aléa moyen ou fort (67,7 % au niveau départemental et 48,5 % au niveau national). Sur les 146 bâtiments dénombrés sur la commune en 2019, 0 sont en aléa moyen ou fort, soit 0 %, à comparer aux 72 % au niveau départemental et 54 % au niveau national. Une cartographie de l'exposition du territoire national au retrait gonflement des sols argileux est disponible sur le site du BRGM,.
Par ailleurs, afin de mieux appréhender le risque d’affaissement de terrain, l'inventaire national des cavités souterraines permet de localiser celles situées sur la commune.
Concernant les mouvements de terrains, la commune a été reconnue en état de catastrophe naturelle au titre des dommages causés par des mouvements de terrain en 1999.

#### Risque particulier
Dans plusieurs parties du territoire national, le radon, accumulé dans certains logements ou autres locaux, peut constituer une source significative d’exposition de la population aux rayonnements ionisants. Certaines communes du département sont concernées par le risque radon à un niveau plus ou moins élevé. Selon la classification de 2018, la commune de Saint-Perdoux est classée en zone 3, à savoir zone à potentiel radon significatif.

## Toponymie
Le toponyme Saint-Perdoux est basé sur l'hagiotoponyme chrétien Pardulphe (Pardwulf en allemand) abbé de Guéret.

## Histoire

### Les mines de houille

#### Les premières exploitations

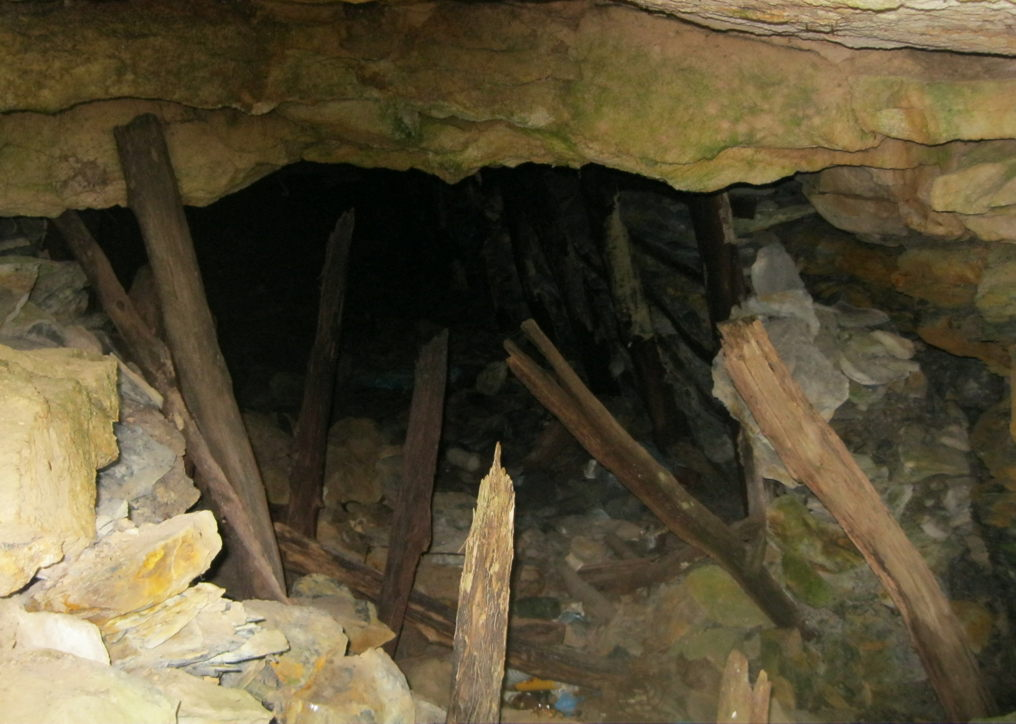
Vue de l'entrée de la mine du Soulié

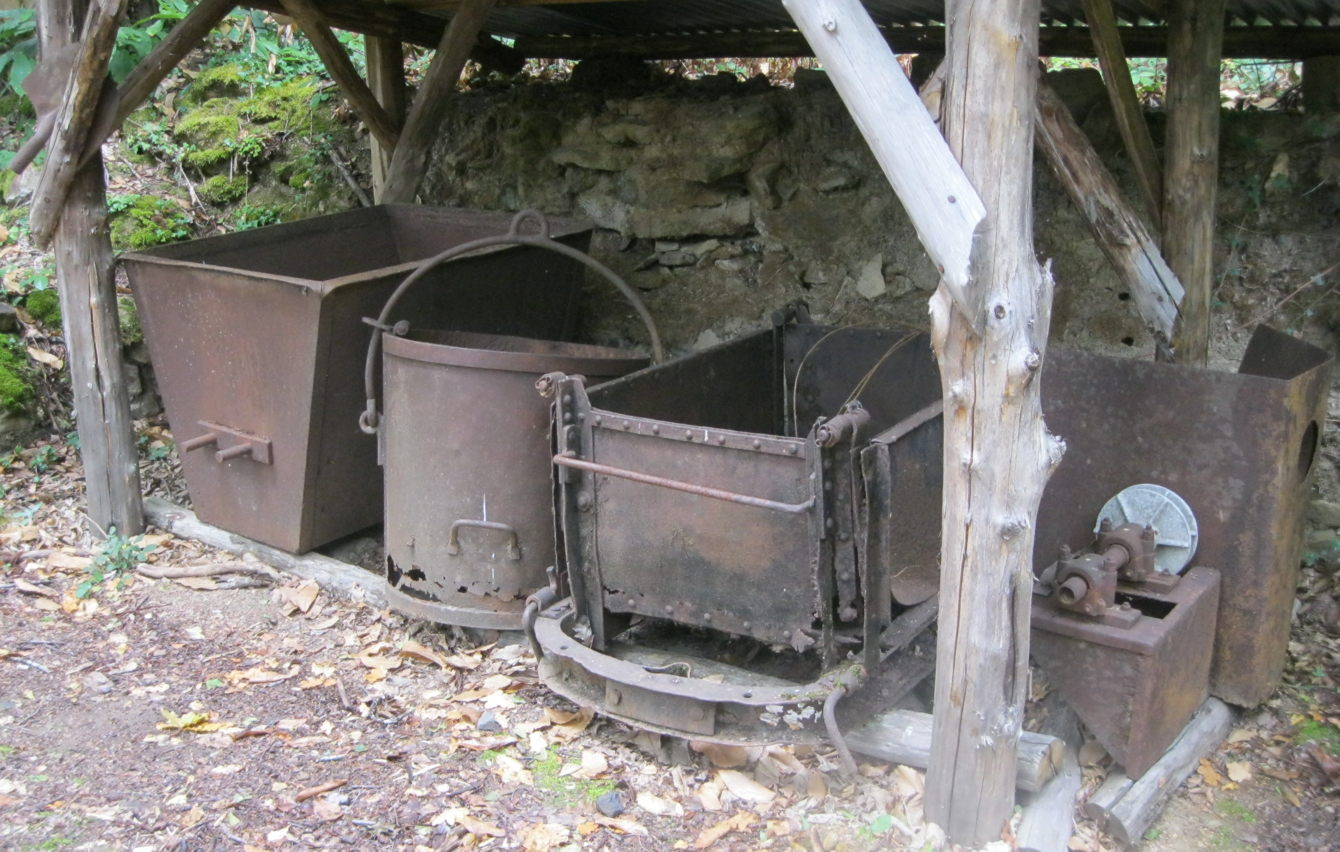
Vue de matériels sur le carreau de la mine de la Tourterelle

Au début du XVIIIe les mines de houille fournissent en combustibles les maîtres verriers et les fours à chaux. Louis Cordier, ingénieur des mines écrit cependant en 1807 que « les mines de l'arrondissement de Figeac ne sauraient donner de grandes quantités à cause du petit nombre et du peu d'épaisseur des couches. ».
En 1809 les premiers mineurs professionnels de Saint-Perdoux sont mentionnés dans les registres d'État civil. Les conditions d'extraction sont difficiles et la houille sert au chauffage, aux forgerons et au fours à chaux.

#### Exploitation industrielle
De 1860 à 1910, 4 concessions sont instituées par décret : Le Soulié, Saint-Perdoux, Cardaillac, Bel-Air.
le 11 avril 1866, un armateur de Bordeaux, Pierre-Rodolphe Pozzi, acquiert la concession sud de Saint-Perdoux. Il investit 15 millions de francs dans la construction de l’usine de Buzac, à proximité de la ligne de chemin de fer d’Aurillac à Figeac et une voie ferrée de 2,8 km entre Buzac et les mines de Brethonel. Il fait faillite en 1877.

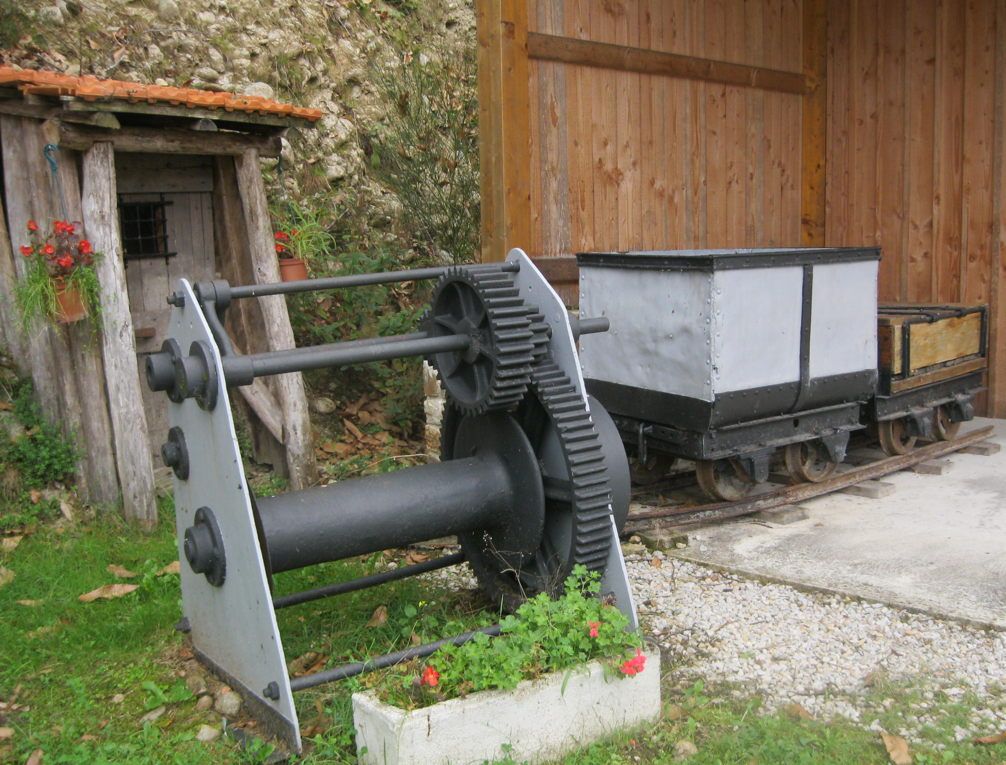
Wagonnets et treuil de mine à Saint-Perdoux

En 1868, l'ingénieur Vaïsse démarre les travaux de prolongation de la voie ferrée sur environ 7 kilomètres, du Moulin de Cadiergues jusqu’au bas des plans inclinés des mines de Ténouzies. Ces travaux difficiles dureront jusqu'aux environ de 1885 et permettront collecter, plus au nord, le charbon des mines de la concession du Soulié. De 1910 à 1913, le tunnel-travers-banc de Mazet au Mas del Bos est creusė sur 640 mètres au nord. Il permet de faire franchir la colline au minerai. Il se situait sous l'actuelle route D89 et a permis d'exploiter les bancs de houille de cet endroit et une hausse immédiate de la production. Le minerai est acheminé à l'usine de Buzac par des plans inclinés, des treuils et des lignes de transport par câble aérien sur une distance d'environ 11 km dont 5 en site propre et 6 en accotement sur la route de Saint-Perdoux. Au départ, deux convois par jour de quatre à cinq wagonnets sont tirés par des chevaux ou des mulets. Un cinquième cheval fait deux voyages de nuit. Les 3 et 10 novembre 1906 deux locomotive à vapeur de fabrication Decauville sont mises en service et tractent des convois de 20 à 25 berlines de 2,5 tonnes de charbon chacune. Ce sont 120 berlines par jour qui sont transportées des mines du Soulié à l'usine de Buzac. En 1907, un trommel permet de cribler le minerai dans cette usine où une vingtaine de femmes était chargées d’examiner et trier les plus gros morceaux.

#### Production des mines
Au total, 195 000 tonnes de minerai sont extraites des concessions.
|                       |
| Valeurs en tonnes (t) |

#### Fin de l'activité et état actuel

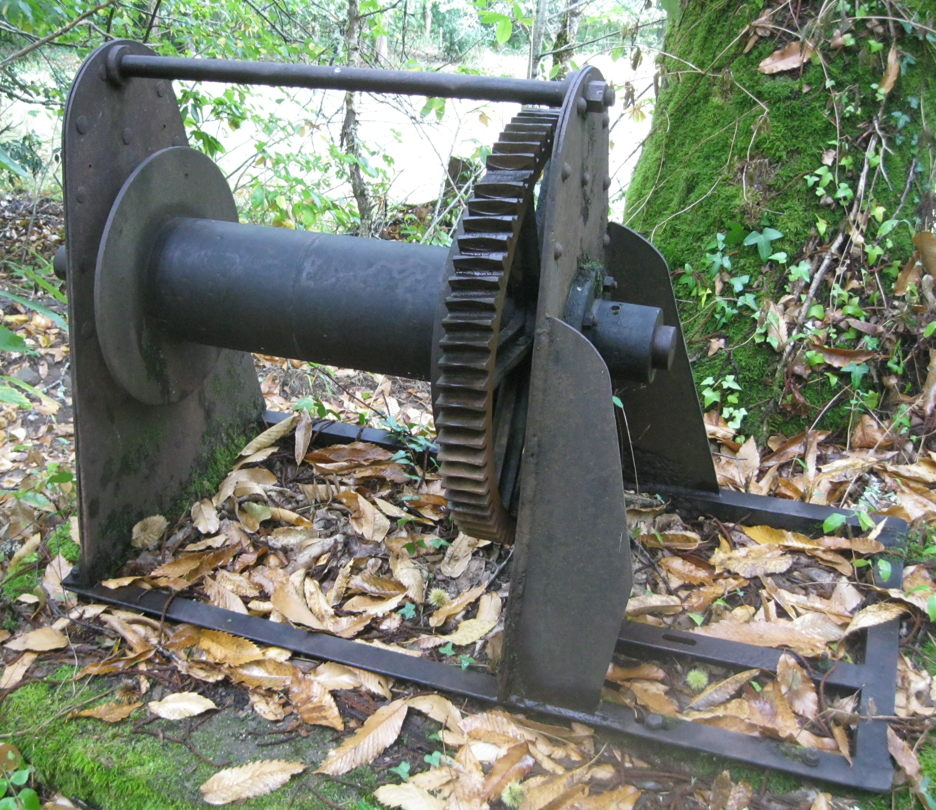
Treuil de mine visible à la mine du Soulié

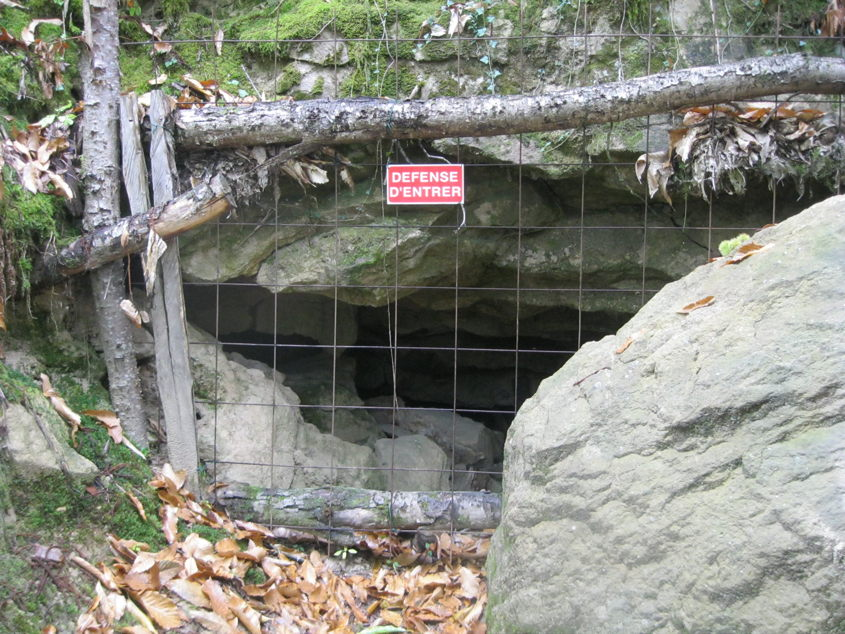
Vue de l'entrée de la mine de la Tourterelle

En 1922, la société des charbonnages de Figeac fait faillite, la banque Figeacoise Certes-Marty dépose le bilan à son tour. Le 4 octobre 1925, la mine du Farnay, dernière en activité, cessa d'être exploitée.
Pendant la Seconde Guerre mondiale une courte réouverture des mines permit de parer au manque de combustible et de cacher certains jeunes réfractaires au STO.
Un sentier d'interprétation balisé, d'une longueur de 3 km, fait découvrir les ruines des installations minières et du matériel d'époque : treuils, ventilateur, wagonnet. Il a été aménagé en 2015 et restauré 2020.

## Politique et administration
| Période                                  | Période  | Identité              | Étiquette | Qualité |
| ---------------------------------------- | -------- | --------------------- | --------- | ------- |
| 1794                                     | 1798     | Jean Delort           |           |         |
| 1798                                     | 1828     | François Laperge      |           |         |
| 1828                                     | 1833     | Mathurin Gouget       |           |         |
| 1834                                     | 1843     | Jean Baptiste Poujade |           |         |
| 1843                                     | 1847     | François Lacarriere   |           |         |
| 1847                                     | 1855     | François Destal       |           |         |
| 1855                                     | 1865     | Guillaume Cadrieu     |           |         |
| 1870                                     | 1871     | Orlhiac               |           |         |
| 05.1871                                  | 09.1871  | Jean Pierre Laplaize  |           |         |
| 1871                                     | 1886     | Lacombrade            |           |         |
| 06.1886                                  | 10.1886  | L. Cadrieu            |           |         |
| 1886                                     | 1892     | L. Cadrieu            |           |         |
| 1892                                     | 1896     | Orlhiac               |           |         |
| 1896                                     | 1903     | Lacarriere            |           |         |
| 2001                                     | 2014     | Raymond Gibrat        |           |         |
| 2014                                     | 2020     | Louis Jean Sirieys    |           |         |
| 26 mai 2020                              | En cours | Benjamin Fraysse      |           |         |
| Les données manquantes sont à compléter. |          |                       |           |         |

## Démographie
L'évolution du nombre d'habitants est connue à travers les recensements de la population effectués dans la commune depuis 1793. Pour les communes de moins de 10 000 habitants, une enquête de recensement portant sur toute la population est réalisée tous les cinq ans, les populations de référence des années intermédiaires étant quant à elles estimées par interpolation ou extrapolation. Pour la commune, le premier recensement exhaustif entrant dans le cadre du nouveau dispositif a été réalisé en 2007.

En 2022, la commune comptait 202 habitants, en évolution de −1,46 % par rapport à 2016 (Lot : +1,31 %, France hors Mayotte : +2,11 %).
| 1793 | 1800 | 1806 | 1821 | 1831 | 1836 | 1841 | 1846 | 1851 |
| ---- | ---- | ---- | ---- | ---- | ---- | ---- | ---- | ---- |
| 580  | 475  | 505  | 448  | 600  | 596  | 648  | 662  | 633  |

| 1856 | 1861 | 1866 | 1872 | 1876 | 1881 | 1886 | 1891 | 1896 |
| ---- | ---- | ---- | ---- | ---- | ---- | ---- | ---- | ---- |
| 683  | 636  | 614  | 600  | 615  | 577  | 571  | 513  | 537  |

| 1901 | 1906 | 1911 | 1921 | 1926 | 1931 | 1936 | 1946 | 1954 |
| ---- | ---- | ---- | ---- | ---- | ---- | ---- | ---- | ---- |
| 510  | 434  | 481  | 446  | 416  | 297  | 303  | 266  | 251  |

| 1962 | 1968 | 1975 | 1982 | 1990 | 1999 | 2006 | 2007 | 2012 |
| ---- | ---- | ---- | ---- | ---- | ---- | ---- | ---- | ---- |
| 254  | 235  | 217  | 206  | 206  | 204  | 202  | 202  | 192  |

| 2017 | 2022 | - | - | - | - | - | - | - |
| ---- | ---- | - | - | - | - | - | - | - |
| 211  | 202  | - | - | - | - | - | - | - |

## Économie

### Revenus
En 2018, la commune compte 92 ménages fiscaux, regroupant 203 personnes. La médiane du revenu disponible par unité de consommation est de 20 170 € (20 740 € dans le département).

### Emploi
|                | 2008  | 2013  | 2018  |
| -------------- | ----- | ----- | ----- |
| Commune        | 5,1 % | 5,1 % | 8,3 % |
| Département    | 7,3 % | 8,9 % | 9,6 % |
| France entière | 8,3 % | 10 %  | 10 %  |

En 2018, la population âgée de 15 à 64 ans s'élève à 132 personnes, parmi lesquelles on compte 78,8 % d'actifs (70,5 % ayant un emploi et 8,3 % de chômeurs) et 21,2 % d'inactifs,. Depuis 2008, le taux de chômage communal (au sens du recensement) des 15-64 ans est inférieur à celui de la France et du département.
La commune fait partie de la couronne de l'aire d'attraction de Figeac, du fait qu'au moins 15 % des actifs travaillent dans le pôle,. Elle compte 23 emplois en 2018, contre 20 en 2013 et 18 en 2008. Le nombre d'actifs ayant un emploi résidant dans la commune est de 94, soit un indicateur de concentration d'emploi de 24,5 % et un taux d'activité parmi les 15 ans ou plus de 57 %.
Sur ces 94 actifs de 15 ans ou plus ayant un emploi, 21 travaillent dans la commune, soit 22 % des habitants. Pour se rendre au travail, 79,8 % des habitants utilisent un véhicule personnel ou de fonction à quatre roues, 1,1 % les transports en commun, 6,4 % s'y rendent en deux-roues, à vélo ou à pied et 12,8 % n'ont pas besoin de transport (travail au domicile).

### Activités hors agriculture
12 établissements sont implantés  à Saint-Perdoux au 31 décembre 2019.
Le secteur des activités spécialisées, scientifiques et techniques et des activités de services administratifs et de soutien est prépondérant sur la commune puisqu'il représente 33,3 % du nombre total d'établissements de la commune (4 sur les 12 entreprises implantées  à Saint-Perdoux), contre 13,5 % au niveau départemental.

### Agriculture
La commune est dans le Segala », une petite région agricole occupant la frange est du département du Lot. En 2020, l'orientation technico-économique de l'agriculture  sur la commune est la polyculture et/ou le polyélevage.
|               | 1988 | 2000 | 2010 | 2020 |
| ------------- | ---- | ---- | ---- | ---- |
| Exploitations | 29   | 24   | 13   | 10   |
| SAU (ha)      | 278  | 279  | 369  | 317  |

Le nombre d'exploitations agricoles en activité et ayant leur siège dans la commune est passé de 29 lors du recensement agricole de 1988  à 24 en 2000 puis à 13 en 2010 et enfin à 10 en 2020, soit une baisse de 66 % en 32 ans. Le même mouvement est observé à l'échelle du département qui a perdu pendant cette période 60 % de ses exploitations,. La surface agricole utilisée sur la commune est restée relativement stable, passant de 278 ha en 1988 à 317 ha en 2020. Parallèlement la surface agricole utilisée moyenne par exploitation a augmenté, passant de 10 à 32 ha.

## Culture locale et patrimoine

### Lieux et monuments
La commune compte un monument historique et des lieux qui rappellent son passé minier :
- L'église Saint-Perdoux, édifiée au XIIe siècle. L'édifice a été inscrit au titre des monuments historiques en 1926[40]. Une statue reliquaire de saint Roch est référencée dans la base Palissy[40].
- Un sentier d'interprétation balisé qui fait découvrir les ruines des installations minières et du matériel d'époque : treuils, ventilateur, wagonnet[26].

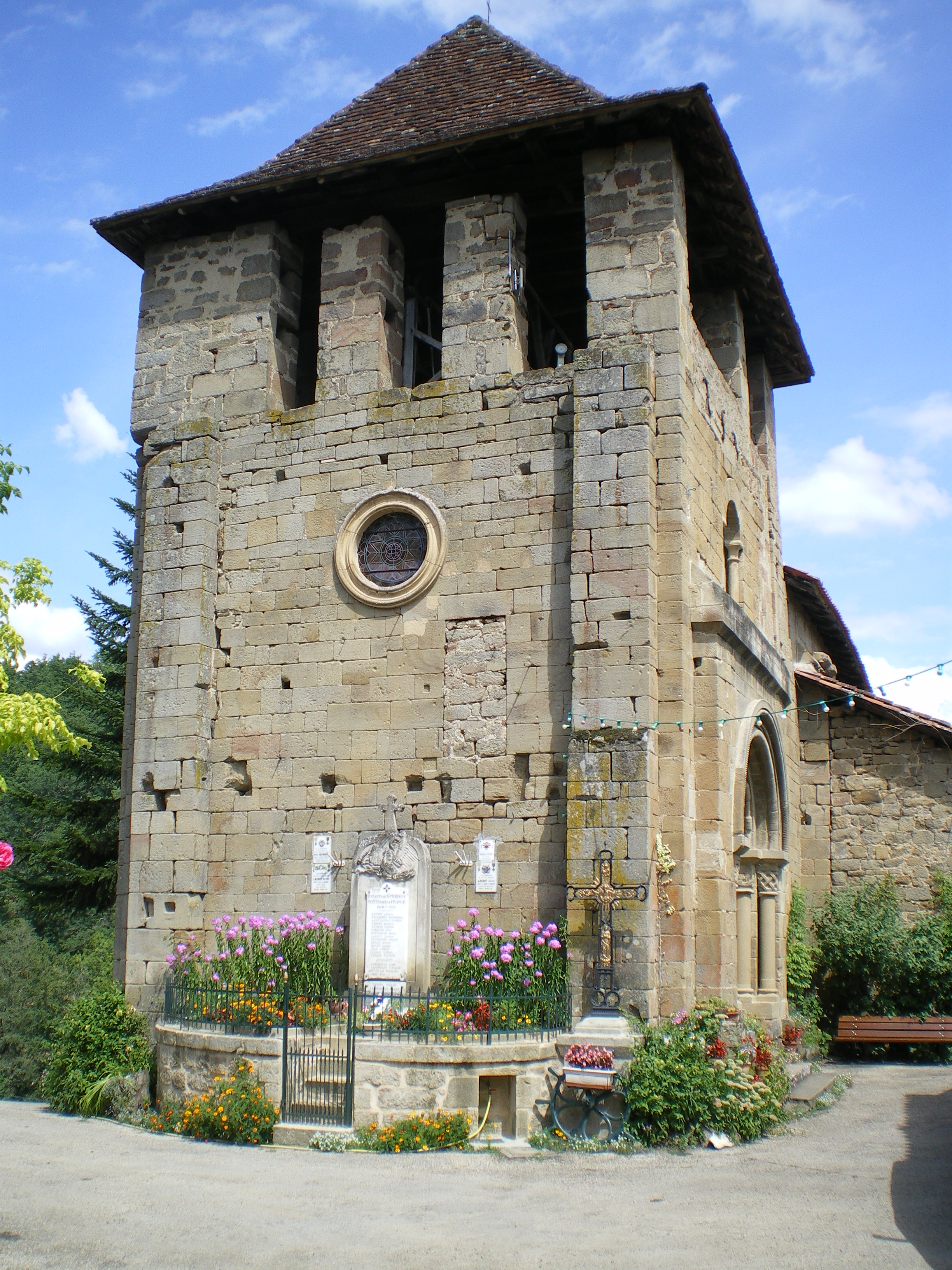
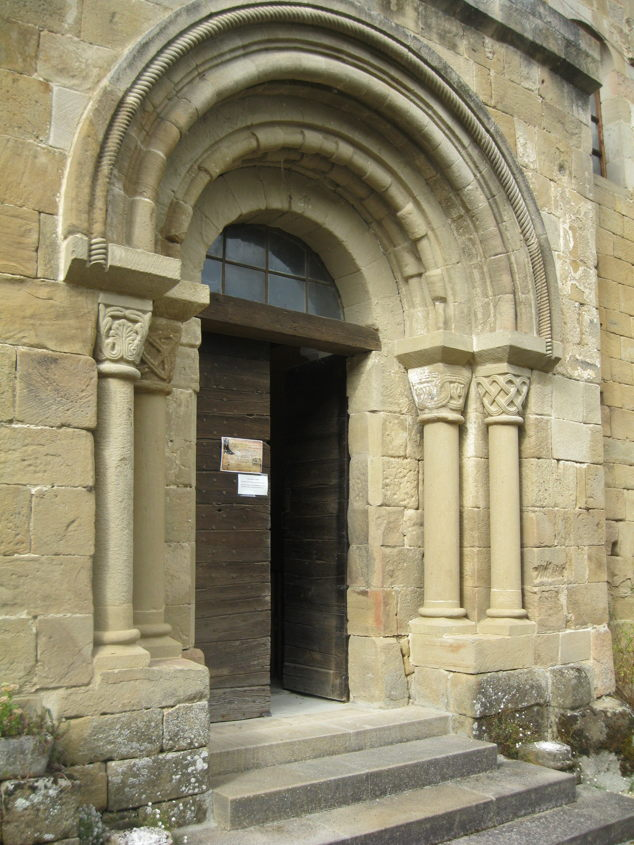

#### Site de l'Insee
1. ↑  « La grille communale de densité », sur le site de l'Insee, 28 mai 2024 (consulté le 28 juin 2024).
2. 1 2  Insee, « Métadonnées de la commune de Saint-Perdoux ».
3. ↑  « Liste des communes composant l'aire d'attraction de Figeac », sur le site de l'Insee (consulté le 28 juin 2024).
4. ↑  Marie-Pierre de Bellefon, Pascal Eusebio, Jocelyn Forest, Olivier Pégaz-Blanc et Raymond Warnod (Insee), « En France, neuf personnes sur dix vivent dans l’aire d’attraction d’une ville », sur le site de l'Insee, 21 octobre 2020 (consulté le 28 juin 2024).
5. ↑  « REV T1 - Ménages fiscaux de l'année 2018 à Saint-Perdoux » (consulté le 5 février 2022).
6. ↑  « REV T1 - Ménages fiscaux de l'année 2018 dans le Lot » (consulté le 5 février 2022).
7. 1 2  « Emp T1 - Population de 15 à 64 ans par type d'activité en 2018 à Saint-Perdoux » (consulté le 5 février 2022).
8. ↑  « Emp T1 - Population de 15 à 64 ans par type d'activité en 2018 dans le Lot » (consulté le 5 février 2022).
9. ↑  « Emp T1 - Population de 15 à 64 ans par type d'activité en 2018 dans la France entière » (consulté le 5 février 2022).
10. ↑  « Base des aires d'attraction des villes 2020 », sur site de l'Insee (consulté le 10 avril 2021).
11. ↑  « Emp T5 - Emploi et activité en 2018 à Saint-Perdoux » (consulté le 5 février 2022).
12. ↑  « ACT T4 - Lieu de travail des actifs de 15 ans ou plus ayant un emploi qui résident dans la commune en 2018 » (consulté le 5 février 2022).
13. ↑  « ACT G2 - Part des moyens de transport utilisés pour se rendre au travail en 2018 » (consulté le 5 février 2022).
14. ↑  « DEN T5 - Nombre d'établissements par secteur d'activité au 31 décembre 2019 à Saint-Perdoux » (consulté le 14 février 2022).
15. ↑  « DEN T5 - Nombre d'établissements par secteur d'activité au 31 décembre 2019 dans le Lot » (consulté le 14 février 2022).

#### Autres sources
1. ↑  Carte IGN sous Géoportail
2. 1 2  Maritxu GUIRESSE et al., Référentiel Régional Pédologique de Midi-Pyrénées : Département du Lot (Etude no 31802), CNRS - Centre National de la Recherche Scientifique/EcoLab.
3. ↑  Alain Turq, « Le cadre géographique et géologique », Paléo, Revue d'Archéologie Préhistorique, vol. 2, no 1,‎ 2000, p. 10–17 (DOI 10.3406/pal.2000.1257, lire en ligne, consulté le 8 octobre 2020).
4. ↑  Jeanne Doubinger et Pierre Vetter, Dixième Congrès International de Stratigraphie et de Géologie du Carbonifère : Le Stéphanien en France, vol. 1, Madrid, ICC, 1985, 367 p. (lire en ligne), p. 49.
5. 1 2  Daniel Joly, Thierry Brossard, Hervé Cardot, Jean Cavailhes, Mohamed Hilal et Pierre Wavresky, « Les types de climats en France, une construction spatiale », Cybergéo, revue européenne de géographie - European Journal of Geography, no 501,‎ 18 juin 2010 (DOI 10.4000/cybergeo.23155, lire en ligne, consulté le 14 novembre 2023)
6. ↑  « Zonages climatiques en France métropolitaine. », sur pluiesextremes.meteo.fr (consulté le 14 novembre 2023).
7. ↑  « Orthodromie entre Saint-Perdoux et Maurs », sur fr.distance.to (consulté le 14 novembre 2023).
8. ↑  « Station Météo-France « Maurs » (commune de Maurs) - fiche climatologique - période 1991-2020 », sur donneespubliques.meteofrance.fr (consulté le 14 novembre 2023).
9. ↑  « Station Météo-France « Maurs » (commune de Maurs) - fiche de métadonnées. », sur donneespubliques.meteofrance.fr (consulté le 14 novembre 2023).
10. ↑  « Climadiag Commune : diagnostiquez les enjeux climatiques de votre collectivité. », sur meteofrance.fr, novembre 2022 (consulté le 14 novembre 2023).
11. 1 2  « Liste des ZNIEFF de la commune de Saint-Perdoux », sur le site de l'Inventaire national du patrimoine naturel (consulté le 2 septembre 2021).
12. ↑  « ZNIEFF les « zones humides de St Perdoux » - fiche descriptive », sur le site de l'inventaire national du patrimoine naturel (consulté le 2 septembre 2021).
13. ↑  « ZNIEFF les « zones humides du ruisseau de Douzet » - fiche descriptive », sur le site de l'inventaire national du patrimoine naturel (consulté le 2 septembre 2021).
14. ↑  « ZNIEFF le « Ségala lotois : bassin versant du Célé » - fiche descriptive », sur le site de l'inventaire national du patrimoine naturel (consulté le 2 septembre 2021).
15. ↑  « CORINE Land Cover (CLC) - Répartition des superficies en 15 postes d'occupation des sols (métropole). », sur le site des données et études statistiques du ministère de la Transition écologique. (consulté le 14 avril 2021).
16. 1 2 3  « Les risques près de chez moi - commune de Saint-Perdoux », sur Géorisques (consulté le 17 octobre 2022).
17. ↑  BRGM, « Évaluez simplement et rapidement les risques de votre bien », sur Géorisques (consulté le 13 septembre 2022).
18. ↑  DREAL Occitanie, « CIZI », sur occitanie.developpement-durable.gouv.fr (consulté le 13 septembre 2022).
19. ↑  « Dossier départemental des risques majeurs dans le Lot », sur lot.gouv.fr (consulté le 13 septembre 2022), partie 1 -  chapitre Risque inondation.
20. ↑  « Dossier départemental des risques majeurs dans le Lot », sur lot.gouv.fr (consulté le 13 septembre 2022).
21. ↑  « Dossier départemental des risques majeurs dans le Lot », sur lot.gouv.fr (consulté le 13 septembre 2022), chapitre Mouvements de terrain.
22. ↑  « Retrait-gonflement des argiles », sur le site de l'observatoire national des risques naturels (consulté le 13 septembre 2022).
23. ↑  « Liste des cavités souterraines localisées sur la commune de Saint-Perdoux », sur georisques.gouv.fr (consulté le 13 septembre 2022).
24. ↑  « Cartographie du risque radon en France. », sur le site de l’IRSN, janvier 2021 (consulté le 13 septembre 2022).
25. ↑  Gaston Bazalgues, À la découverte des noms de lieux du Quercy : Toponymie lotoise, Gourdon, Éditions de la Bouriane et du Quercy, juin 2002, 127 p. (ISBN 2-910540-16-2), p. 51.
26. 1 2 3 4  « Le sentier de Saint-Perdoux », sur Les sentiers retrouvés (consulté le 25 septembre 2020).
27. ↑  Louis Cordier, « Suite de la Statistique du Département du Lot : Extrait d'un Compte rendu de l'état des
Mines et Usines dans le Département du
Lot. », Journal des Mines, vol. Seconde partie « État et ressources de l'industrie minérale »,‎ juillet 1807, p. 6, 34-39 (lire en ligne).
28. 1 2  « Commune de Saint-Perdoux », sur saint-perdoux.fr (consulté le 25 septembre 2020).
29. ↑  Philippe Abraham, « Mission d’étude des sites miniers et métallurgiques en Midi-Pyrénées », ADLFI. Archéologie de la France - Informations. une revue Gallia,‎ 15 juin 2016 (ISSN 2114-0502, lire en ligne, consulté le 25 septembre 2020).
30. 1 2 3  IRSP, « Réseau du Bassin de Saint-Perdoux : Inventaire des Réseaux Spéciaux et Particuliers » [PDF], sur inventaires-ferroviaires.fr, 28 octobre 2018 (consulté le 25 septembre 2020).
31. ↑  « Les maires de Saint-Perdoux », sur Site francegenweb, mars 2019 (consulté le 8 octobre 2020).
32. ↑  L'organisation du recensement, sur insee.fr.
33. ↑  Calendrier départemental des recensements, sur insee.fr.
34. ↑  Des villages de Cassini aux communes d'aujourd'hui sur le site de l'École des hautes études en sciences sociales.
35. ↑  Fiches Insee - Populations de référence de la commune pour les années 2006, 2007, 2008, 2009, 2010, 2011, 2012, 2013, 2014, 2015, 2016, 2017, 2018, 2019, 2020, 2021 et 2022.
36. ↑  « Les régions agricoles (RA), petites régions agricoles(PRA) - Année de référence : 2017 », sur agreste.agriculture.gouv.fr (consulté le 14 février 2022).
37. ↑  Présentation des premiers résultats du recensement agricole 2020, Ministère de l’agriculture et de l’alimentation, 10 décembre 2021
38. 1 2  « Fiche de recensement agricole - Exploitations ayant leur siège dans la commune de Saint-Perdoux - Données générales », sur recensement-agricole.agriculture.gouv.fr (consulté le 14 février 2022).
39. ↑  « Fiche de recensement agricole - Exploitations ayant leur siège dans le département du Lot » (consulté le 14 février 2022).
40. 1 2  Notice no PA00095249, sur la plateforme ouverte du patrimoine, base Mérimée, ministère français de la Culture.